# شهرام گودرزی (بازیکن فوتبال)
شهرام گودرزی (زادهٔ ۱۵ فروردین ۱۳۶۶ در ممسنی) بازیکن فوتبال اهل ایران است. کاپیتان تیم فوتبال فجرسپاسی شیراز است,
او همچنین سابقهٔ حضور در باشگاه‌های برق شیراز، فجر سپاسی شیراز، شهرداری تبریز و مس کرمان را به عنوان بازیکن دارد.